# Синявець Аргіад
Синявець аргіад (Cupido argiades) — вид денних метеликів родини Синявцеві (Lycaenidae).

## Поширення
Досить поширений на півночі Євразії вид. Ареал простягається від Центральної Європи до Японії.

## Опис

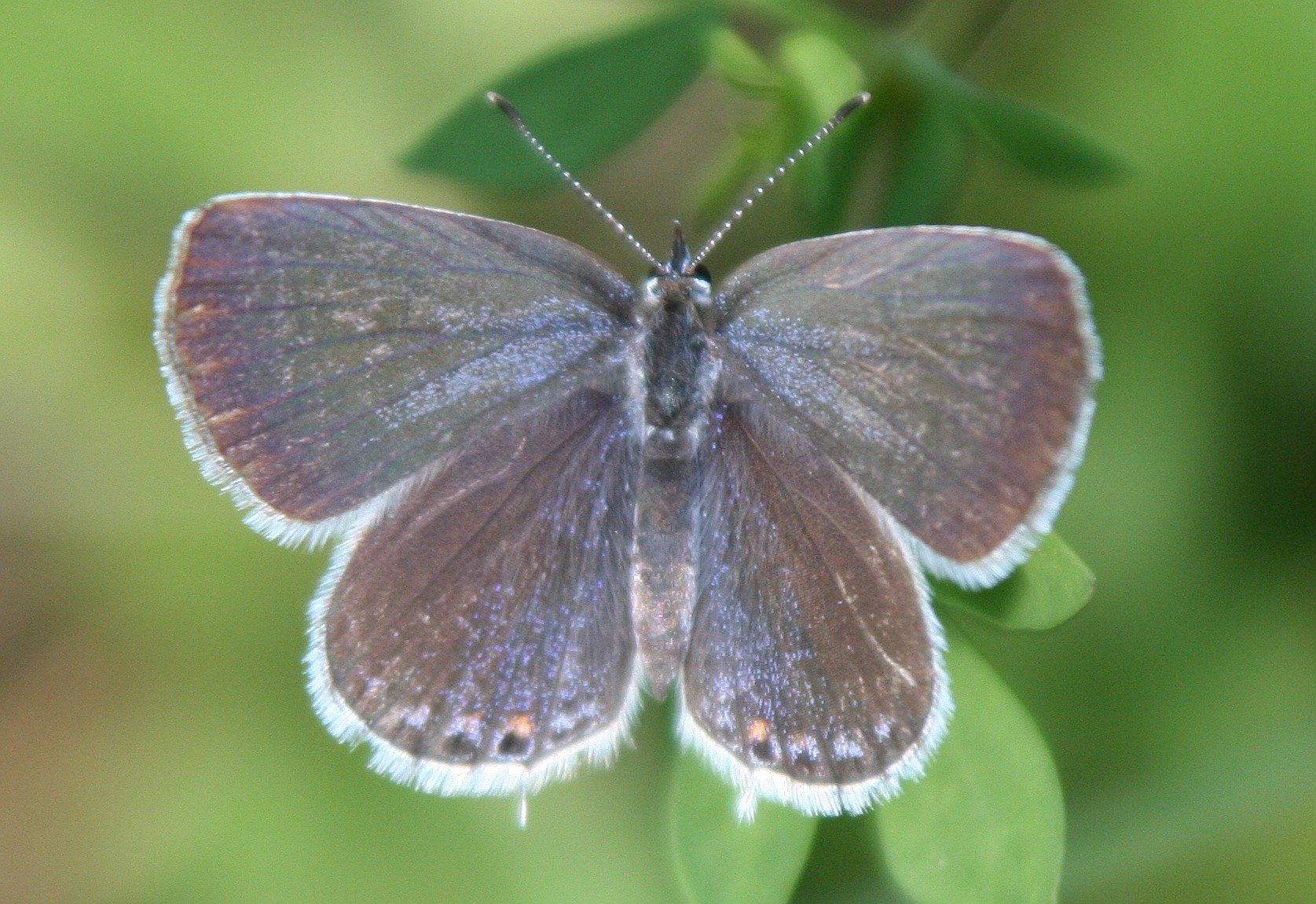
Вентральна сторона самиці

Довжина переднього крила 12-15 мм; розмах крил 22-34 мм. На зовнішньому краї задніх крил є дуже короткі, тонкі «хвостики». На нижньому боці задніх крил, біля основи «хвостика», є яскраво-помаранчеві плями. Постдискальний ряд низу переднього крила прямий, паралельний краю, складений з коротких штрихів. Низ крил світло-сірий з точками і рисками. Самець зверху синій, з вузьким чорним краєм і темними жилками, що відходять від краю. Самиця темно-бура, з помаранчевими плямами в анальному кутку заднього крила. Самиці першого покоління з синюватим нальотом біля основи крил. Особи першого покоління, як правило, дрібніші.
Гусениця світло-зелена, з бурими цятками на спині і темними спинними лініями.

## Спосіб життя
Буває одне-два покоління. Метелики літають з кінця квітня до початку червня і з кінця червня по серпень. Кормовими рослина гусені є бобові рослини, зокрема лядвенець рогатий, лядвенець трясовинний, в'язіль барвистий, люцерна посівна, конюшина лучна, конюшина польова, астрагал солодколистий тощо. Зимує гусінь останнього віку.